# Livre de Qi
 (mars 2017).
Si vous disposez d'ouvrages ou d'articles de référence ou si vous connaissez des sites web de qualité traitant du thème abordé ici, merci de compléter l'article en donnant les références utiles à sa vérifiabilité et en les liant à la section « Notes et références ».
Le Livre de Qi (Qí Shū) ou Livre de Qi du Sud (Nán Qí Shū) raconte l'histoire de la dynastie chinoise du Qi du Sud de 479 à 502, et fait partie des Vingt-Quatre histoires de l'histoire de Chine. Le livre a été écrit par Xiao Zixian à l'âge d'or de la dynastie des Liang. Ce témoignage est unique. En effet Xiao Zixian fut le seul auteur de l'une des Vingt-Quatre histoires à être descendant direct du fondateur de la dynastie de l'époque. Plus précisément, il était un des petits-fils de l'Empereur Gao, fondateur du Qi du Sud

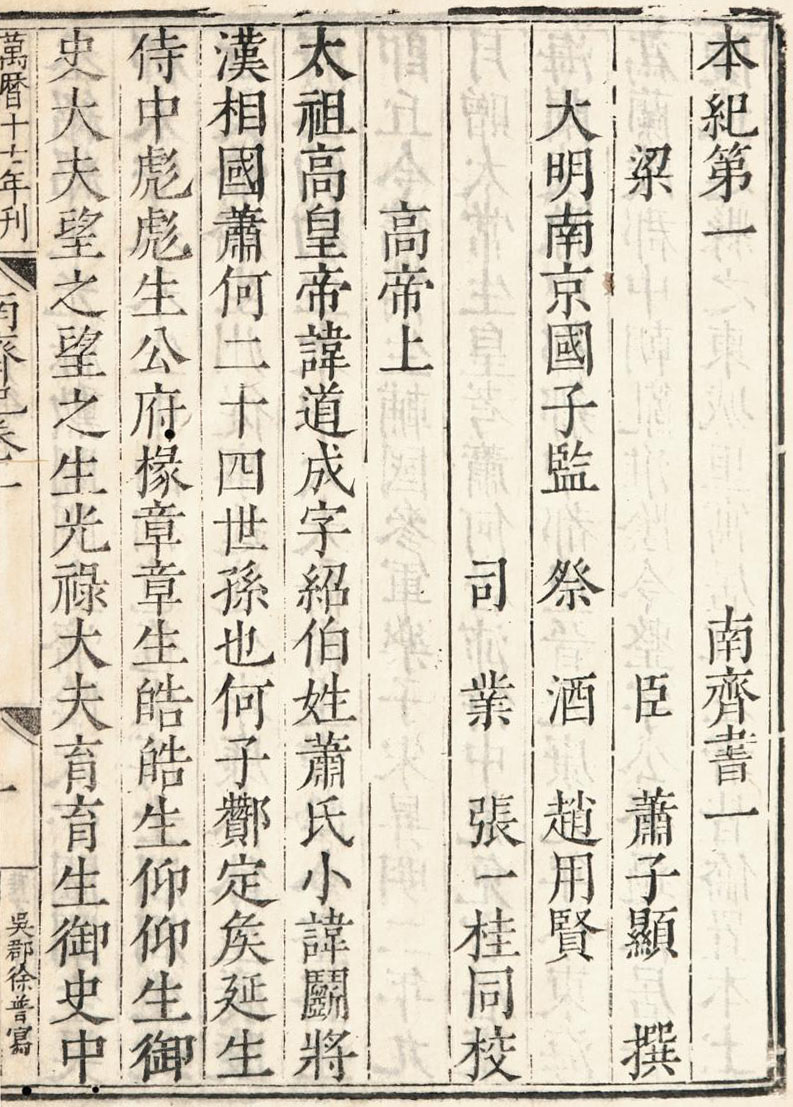
Page tirée d'une édition du Livre de Qi datant de la Dynastie Ming

À l'origine, le livre s'appelait le Livre de Qi, mais après la parution du Livre du Qi du Nord, il devint connu sous le nom de Livre du Qi du Sud, de sorte à distinguer les deux ouvrages. À son écriture, le livre était composé de 60 volumes, cependant un volume fut perdu plus tard.